# Rejing
Rejing is een bestuurslaag in het regentschap Probolinggo van de provincie Oost-Java, Indonesië. Rejing telt 4967 inwoners (volkstelling 2010).